# Edonis (insecte)
Edonis helena
Genre
Edonis est un genre d'insectes de la famille des Libellulidae appartenant au sous-ordre des anisoptères dans l'ordre des odonates. Il ne comprend qu'une seule espèce Edonis helena. On l'a retrouvé du nord du Brésil jusqu'au sud de l'Argentine.

## Description de l'espèce
Edonis helena est une petite libellule qui mesure entre 29,3 à 32 millimètres de long. La base des ailes postérieures possèdent une large tache orangée. 